# GM W
W-body — автомобильная платформа корпорации General Motors для средне- и полноразмерных переднеприводных автомобилей.

## Описание
Разработка платформы W-body началась в 1982 году под руководством председателя Роджера Б. Смита. Серийно платформа выпускалась с 1987 года. Первыми автомобилями на платформе W-body стали Pontiac Grand Prix, Buick Regal и Oldsmobile Cutlass Supreme. Кодовое обозначение — GM10.
В 1997—2005 годах выпускалось второе поколение платформы W-body, получившее индекс W2. Колёсная база варьировалась от 110,5 до 109 дюймов.
В 2005—2016 годах выпускалась платформа W3 с колёсной базой 110,5 дюйма. На платформе выпускались такие автомобили, как Pontiac Grand Prix (2004—2008), Buick LaCrosse/Allure (2005—2009), Chevrolet Impala/Impala Limited (2005—2016) и Chevrolet Monte Carlo (2000—2007) — каждый с двигателями V8.

## Применения
- 1988—1996 Buick Regal (2-дверное купе, 4-дверный седан)
- 1988—1997 Oldsmobile Cutlass Supreme (2-дверное купе, 2-дверный кабриолет, 4-дверный седан)
- 1988—1996 Pontiac Grand Prix (2-дверное купе, 4-дверный седан)
- 1990—1994 Chevrolet Lumina (2-дверное купе, 4-дверный седан)
- 1995—2001 Chevrolet Lumina (4-дверный седан)
- 1995—1999 Chevrolet Monte Carlo (2-дверное купе)
- 1997—2005 Buick Century (4-дверный седан)
- 1997—2004 Buick Regal (4-дверный седан)
- 1998—2002 Oldsmobile Intrigue (4-дверный седан)
- 1997—2003 Pontiac Grand Prix (2-дверное купе, 4-дверный седан)
- 2000—2005 Chevrolet Impala (4-дверный седан)
- 2000—2005 Chevrolet Monte Carlo (2-дверное купе)
- 2004—2008 Pontiac Grand Prix (4-дверный седан)
- 2005—2009 Buick LaCrosse/Allure (4-дверный седан)
- 2006—2016 Chevrolet Impala/Impala Limited (4-дверный седан)
- 2006—2007 Chevrolet Monte Carlo (2-дверное купе)